# جولی دیتی
 جولی دیتی (انگلیسی: Julie Ditty؛ زادهٔ ۴ ژانویهٔ ۱۹۷۹) یک تنیس‌باز اهل ایالات متحده آمریکا است.